# Музей Лайтнер
Музей Лайтнера — це музей старожитностей, американського золотого сторіччя, що розміщені у історичній будівлі готелю Альказар в центрі Сент-Огастіна. Ця будівля у стилі іспанського відродження, що зведена у 1887 році, занесена до Національного реєстру історичних місць.

## Історія

### Готель Альказар
Готель зведено Генрі Флаглером для заможних туристів, що прямували на південь на зиму його Флоридською східно-бережною залізницею. Спроєктовано нью-йоркськими архітекторами фірми Carrère and Hastings у стилі іспанського Відродження. Фірма також спроектувала готель Понс-де-Леон навпроти через дорогу, що зараз є частиною містечка коледжу Флаглера. Обидві будівлі значні тим, що є найдавнішими прикладами у світі застосування монолітного бетону. Пізніше ці архітектори спроектували Нью-Йоркську публічну бібліотеку у Нью-Йорці та Сенатську офісну будівлю Рассел у Вашингтоні
У готелі були парильня, масажний кабінет, сірчані ванни, тренажерний зал, триповерхова бальна зала та найбільший у світі критий басейн; проте, з плином часу, заможний готель було закрито у 1932 році.
У 1947 році чиказький видавець Отто С. Лайтнер придбав будівлю, щоб перетворити старий готель на музей. Він розмістив декілька колекцій, включно з власною великою колекцією мистецтва вікторіанської епохи. Згодом він передав музей у власність міста Сент-Огастін й він відкрився для громадськості у 1948 році.
Споруда сама по собі гідна уваги, що обступає відкрите подвір'я з пальмами, й з кам'яним арковим мостом через рибний ставок.

## Музей
Музей займає 3 поверхи колишнього готелю «Альказар» й розміщується у триповерховому бальному залі й колишніх оздоровчих закладах готелю, у тому числі спа-центру та турецької лазні.
На першому поверсі музею розміщено вікторіанське село з фасадами магазинів, що представляють торгові вироби, що продавалися того часу; Вікторіанська кімната науки та промисловості демонструє раковини, камені, мінерали та артефакти корінних американців, опудала птахів, маленьку єгипетську мумію, модельний паровий двигун, детальні приклади вікторіанського склодува, золотого слона, що несе на собі світ на спині, й зморщену голову. Також на першому поверсі розміщена музична кімната, наповнена механізованими музичними інструментами (піаноли, оркестріони та інші), що датуються від 1870-х до 1920-х років.
На другому поверсі представлено вирізане скло, вікторіанське художнє скло та вітражі від майстерні Луїса Комфорт Тіффані. На третьому поверсі, у верхньому балконі бальної зали, представлені картини, скульптури та меблі, включають бюро (grande escritoire), створене для Луї Бонапарта, брата Наполеона та голландського короля у 1806—1810 роками.
У галереї бальної зали є олійні картини Пола Трульберта (Клеопатра та вмираючий посланець), Леона Комерра (Покоївка) та Альберта Берштадта (У Йосеміті); також є скульптури Жана-Батиста Карпе та Рендольфа Роджерса.
З верхнього балкон бальної зали видно осушений басейн, де тепер розміщується кафе Alcazar.

## Галерея

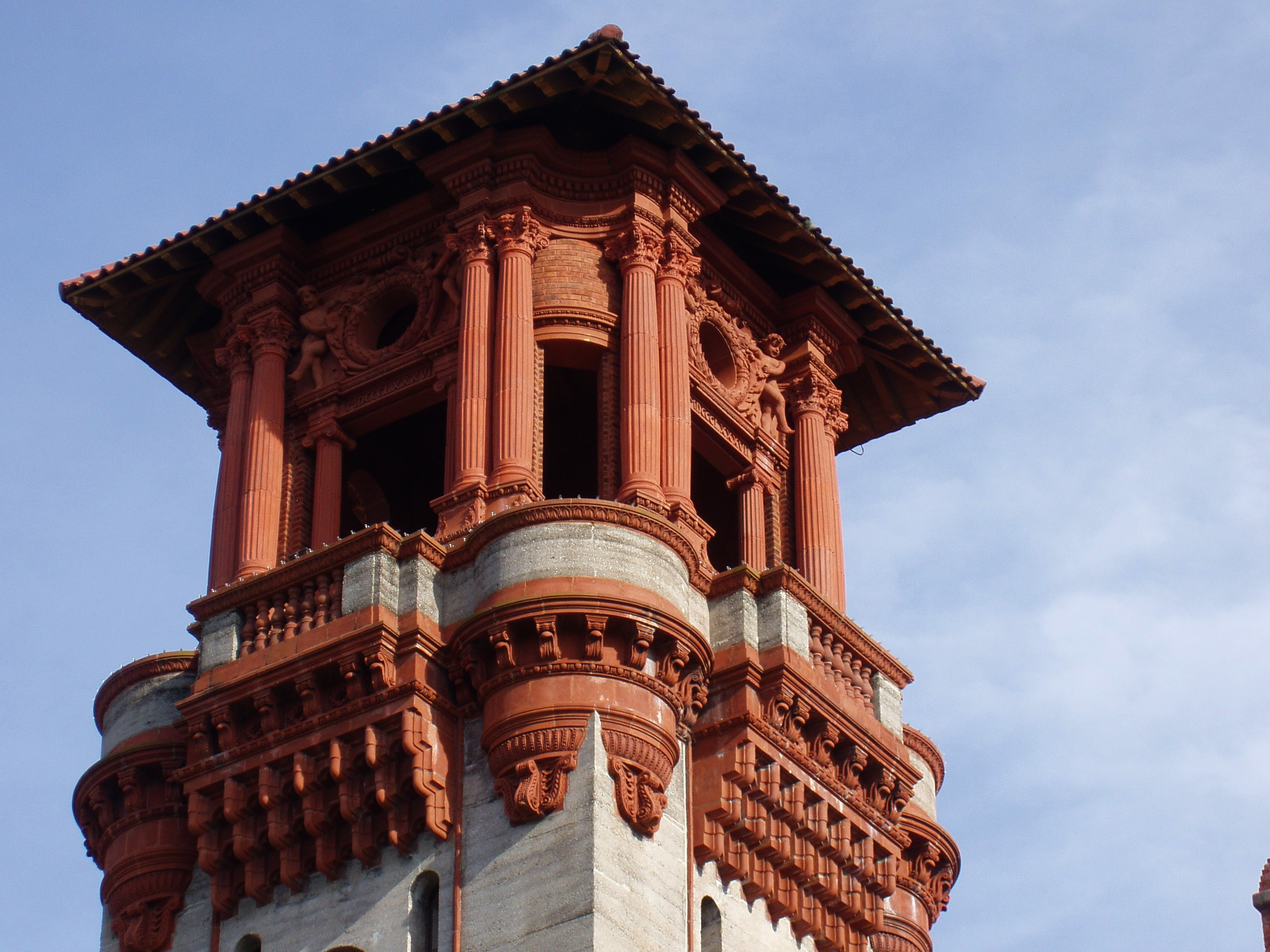
Деталі вежі музею Лайтнера
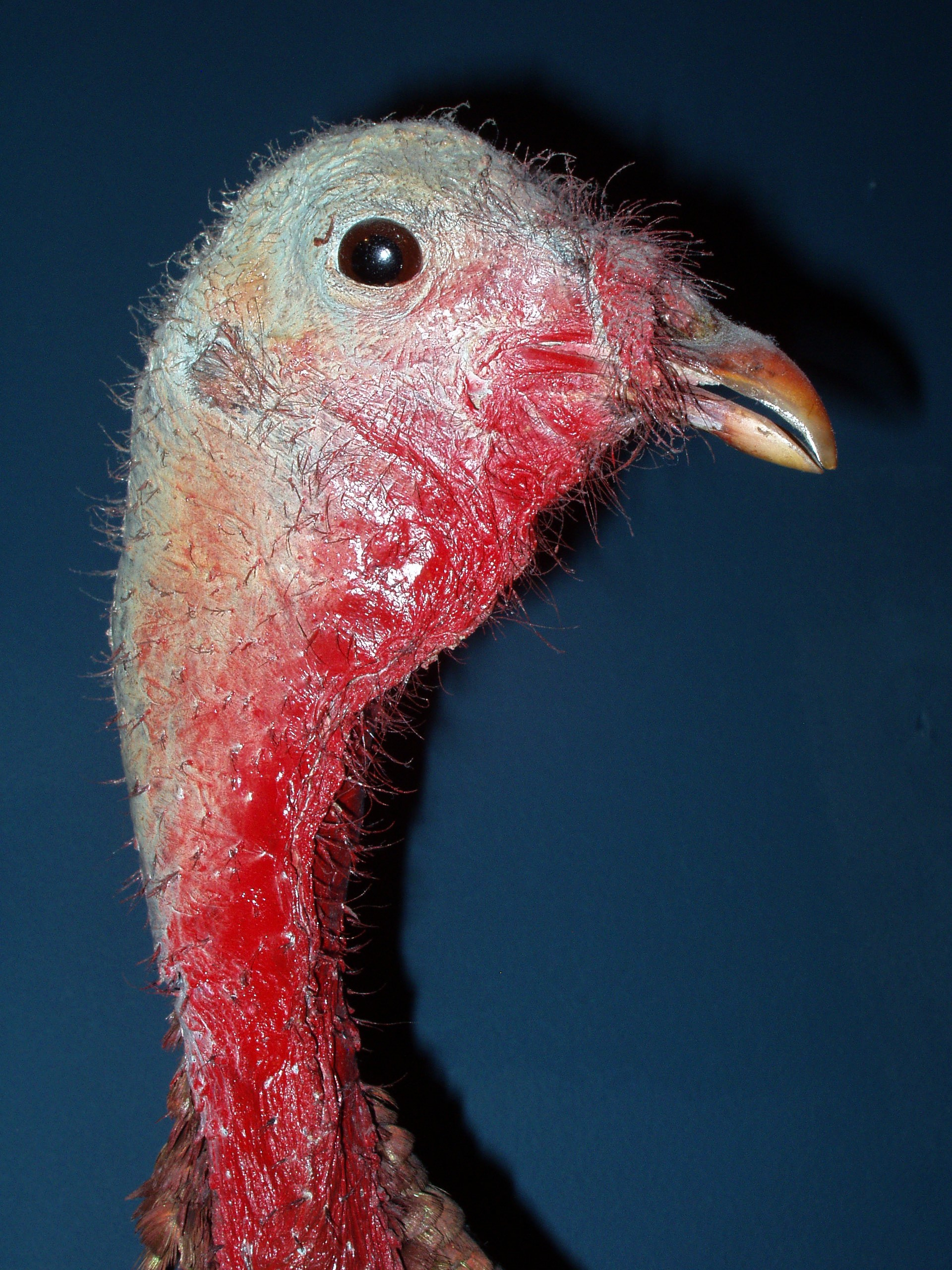
Таксидермічний птах (деталь) в музеї Лайтнера
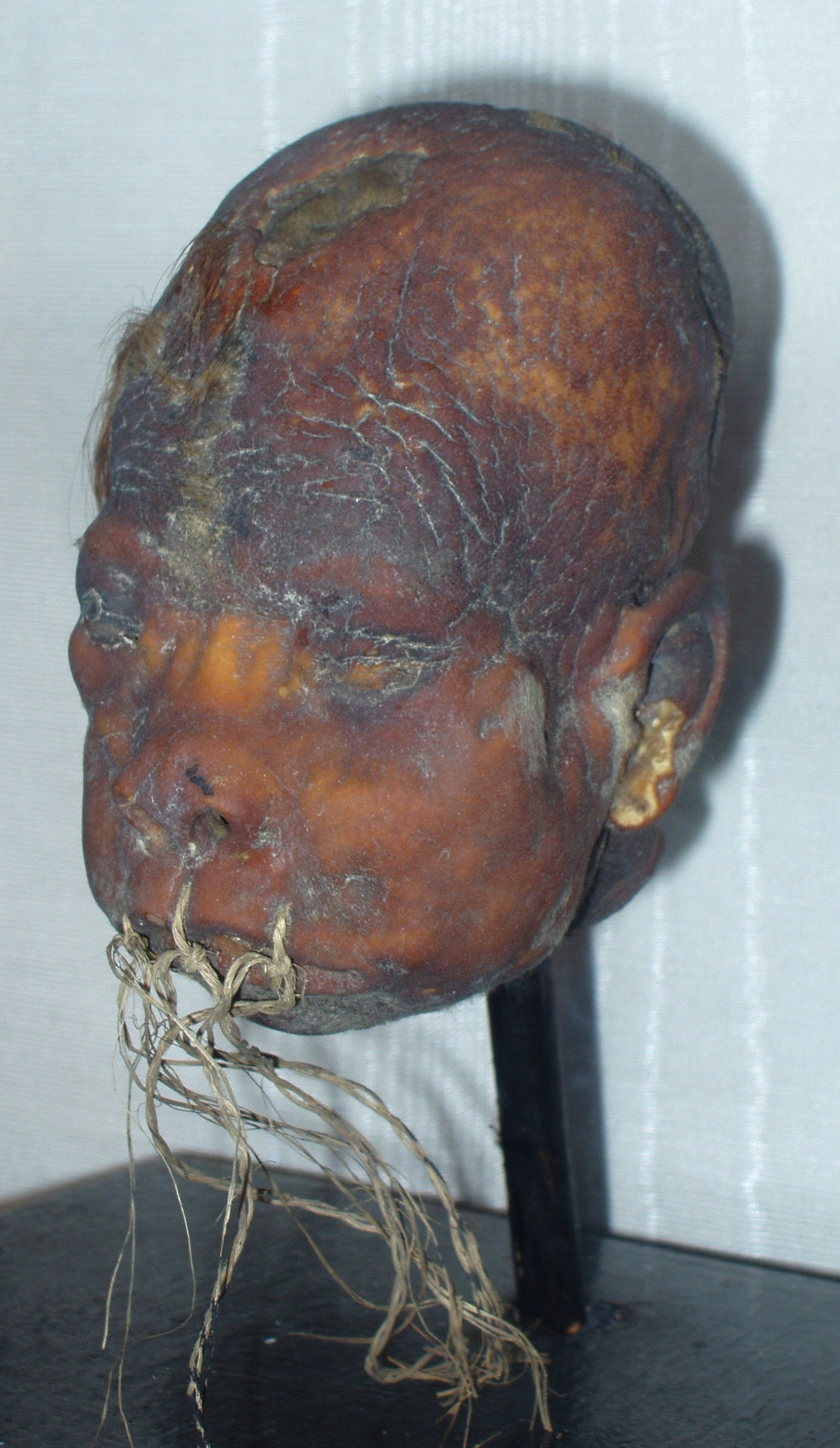
Згорнена голова у Музеї Лайтнера
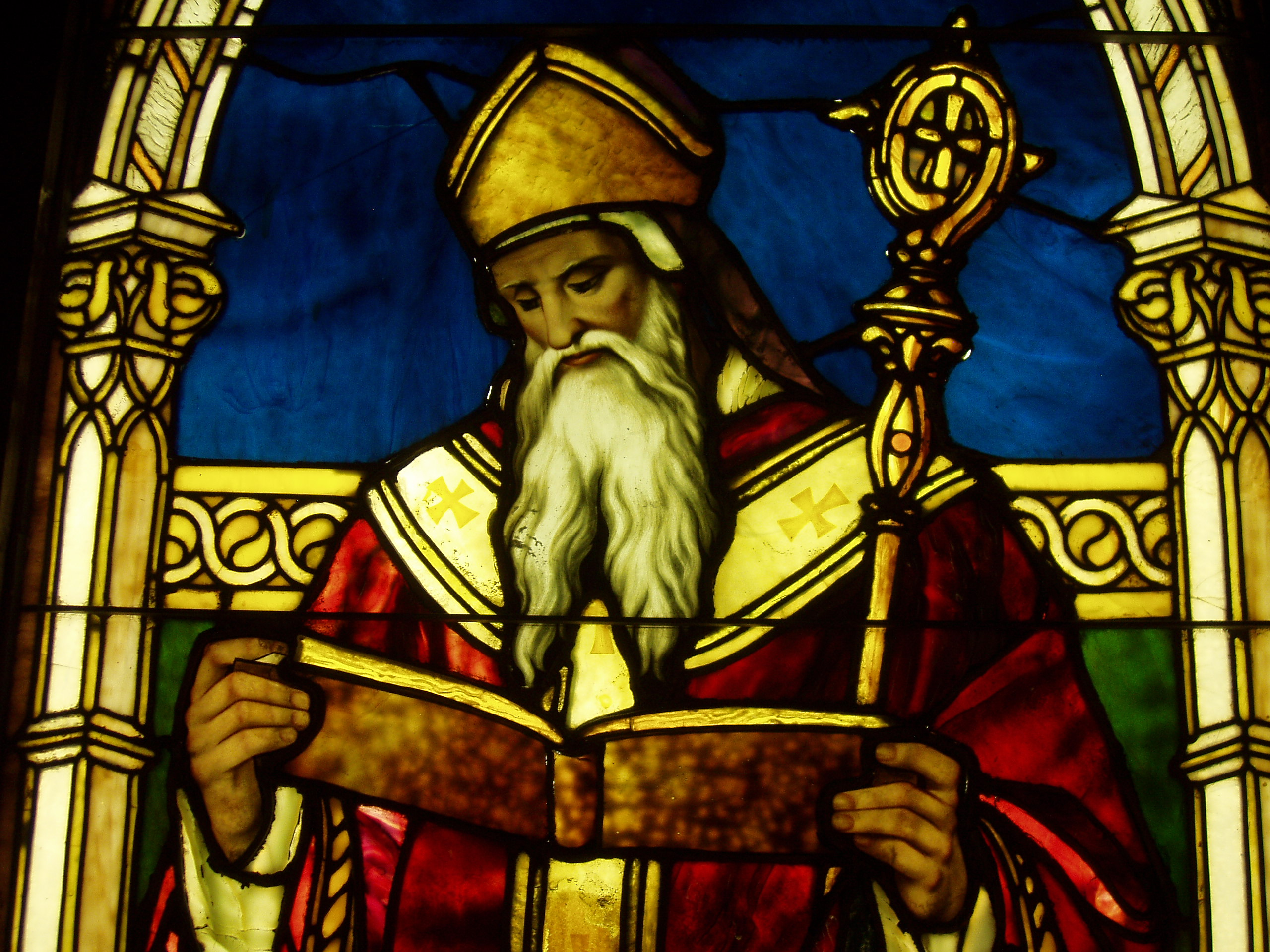
Вітраж Св. Августина Луї Комфорт Тіффані у Музеї Лайтнера
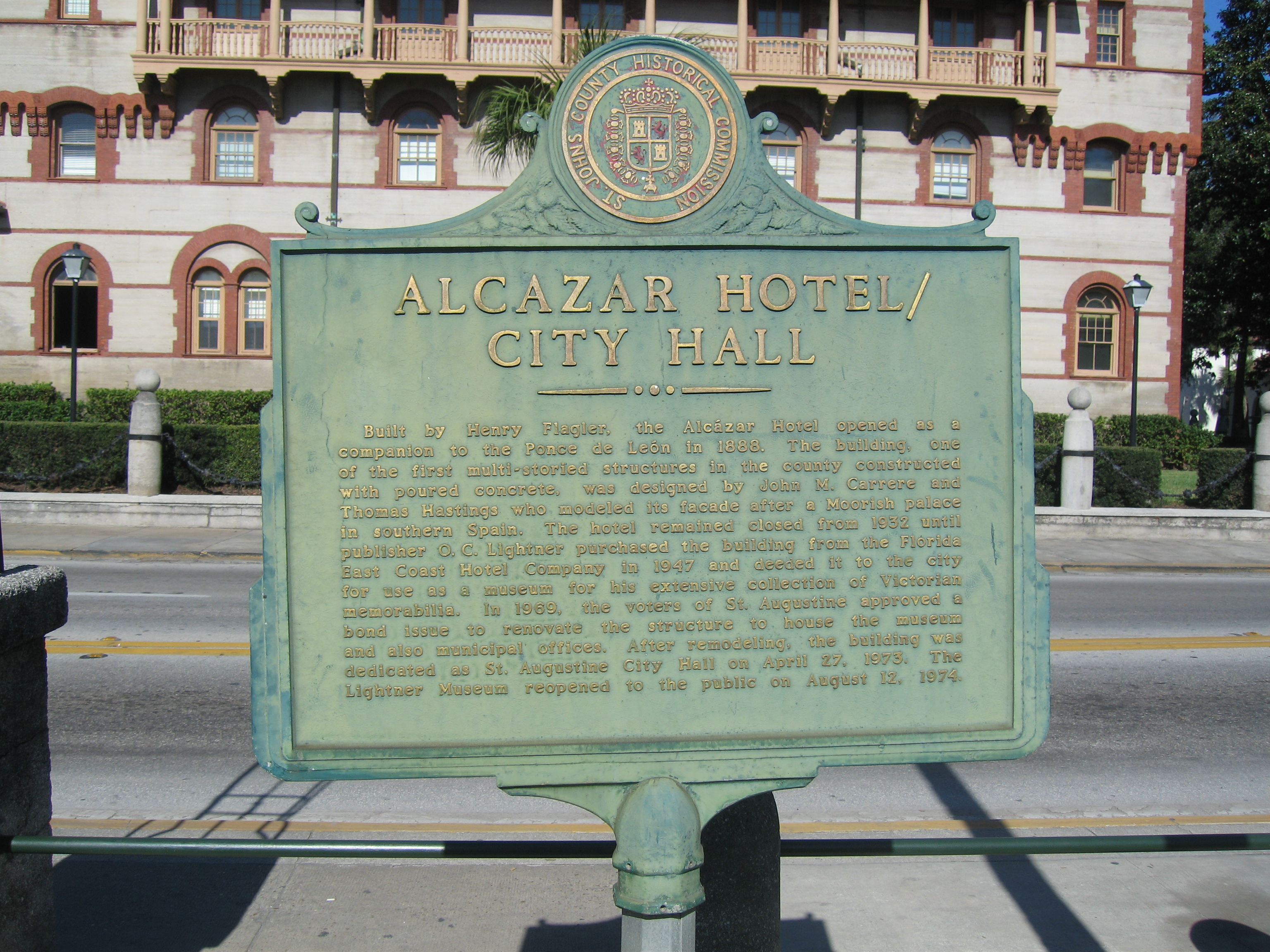
Історичний маркер